# Tempête de boulettes géantes
Cet article concerne le film. Pour la série télévisée, voir Tempête de boulettes géantes (série télévisée d'animation). Pour le jeu vidéo, voir Tempête de boulettes géantes (jeu vidéo).
 (décembre 2009).
Si vous disposez d'ouvrages ou d'articles de référence ou si vous connaissez des sites web de qualité traitant du thème abordé ici, merci de compléter l'article en donnant les références utiles à sa vérifiabilité et en les liant à la section « Notes et références ».
Série
L'Île des Miam-nimaux : Tempête de boulettes géantes 2
(2013)
Pour plus de détails, voir Fiche technique et Distribution.
Tempête de boulettes géantes (Cloudy with a Chance of Meatballs), ou Il pleut des hamburgers au Québec, est un film d'animation américain sorti en 2009 et réalisé par Phil Lord et Chris Miller. Il est librement adapté du livre Il pleut des hamburgers (en) de Judi Barrett (en) et Ron Barrett (en).
Le film suit Flint Lockwood qui est un inventeur un peu loufoque depuis sa naissance. Sa ville natale, située sur une petite île de l'océan Atlantique, est entièrement tournée vers la pêche de la sardine. Lorsqu'un jour le monde se prend de dégoût pour ces dernières, la ville se retrouve condamnée à manger les énormes stocks de sardines restants. Flint essaye alors de trouver une solution pour permettre aux habitants de sa ville de regagner la possibilité de manger librement. Il invente donc une machine qui transformerait l'eau en nourriture, telle que des cheeseburgers, des bonbons, de la pizza.
Une suite est sortie en 2013 : L'Île des Miam-nimaux : Tempête de boulettes géantes 2.

## Synopsis
Flint Lockwood est un enfant qui vit sur une île appelée Swallow-en-Château. Un jour, à l'école, il présente son projet, une invention appelée le "Vaporichaussures", mais elle est moquée par les autres enfants car ces chaussures, une fois portées, ne peuvent plus être retirées. Malgré cela, sa mère l'encourage à continuer la science et lui offre une blouse de laboratoire. Ainsi, dans son laboratoire, au fil du temps, Flint met au point diverses inventions, dont les "rats volants" et la "voiture volante", mais chacune finit en fiasco.
Des années plus tard, Flint est devenu adulte et Swallow-en-Château est en crise, car l'usine de boîtes de sardines Baby Brent a fermé, forçant tous les habitants de l'île à manger les sardines de restes. Mais Flint, avec l'assistant singe Steve, parvient à inventer une machine qui transforme l'eau en nourriture : le FLDSMDFR (Flint Lockwood Diatonique Super Mutagène Dynamique Friandise Réplicateur). Le premier test échoue, surtout parce que la machine nécessite une énorme quantité d'électricité. Le père de Flint, Tim, tente de persuader son fils d’arrêter avec ses inventions, en espérant qu'il commencera à travailler au magasin de pêche avec lui.
Le lendemain, le maire Shelbourne de l'île décide de créer Sardine Land, un parc d'attractions sur le thème des sardines, et de l'inaugurer le jour même. Après avoir été moqué par Brent (l'ancienne mascotte de l'usine désormais fermée), Flint quitte le magasin de son père et décide de connecter le FLDSMDFR à la centrale électrique de la ville. Pendant ce temps, Sam Sparks (une jeune journaliste stagiaire inexpérimentée) arrive de loin avec son assistant Manny pour diffuser l'inauguration en direct à la télévision. Pendant ce temps, Flint parvient à relier son invention à la centrale, mais la machine accumule trop de puissance et devient une fusée qui cause des dégâts à Sardine Land, avant de disparaître dans le ciel. Flint s'enfuit en se réfugiant vers le port, mais il est rejoint par Sam qui commence à partager le même intérêt de la science que Flint, même si elle lui en veut de l’avoir humiliée en direct. Par la suite, un nuage lumineux surgit à Swallow-en-Château commence à faire pleuvoir des cheeseburgers aussi délicieux qu’à la normale et Flint se rend compte que son invention a fonctionné, tandis que Sam et Manny diffusent la nouvelle.
Les jours suivants, Swallow-en-Château est rebaptisé Swallow-en-Gâteau et les citoyens commencent à passer des commandes à Flint, qui les transmet à la machine grâce à un dispositif de communication, tandis que le maire en profite pour faire de la ville une destination touristique. Même le policier Earl Devereaux (qui détestait Flint à cause des catastrophes provoquées par ses inventions) demande le service de Flint pour faire une surprise à son fils pour son anniversaire. Bien que réticent, Flint décide de l’aider en faisant tomber de la glace en guise de neige. Le scientifique tente d'impressionner Sam en faisant pleuvoir de la gelée pour assembler un palace et découvre que Sam était considérée comme une geek pour son désir d’avoir un Doppler MeteoRadar 2000 turbo, et qu’elle portait une queue-de-cheval et des lunettes ; mais Flint la convainc de ne pas avoir peur de montrer qui elle est vraiment.
Le soir même, Flint emmène Tim au "Sans-abri", un restaurant où il pleut de la nourriture directement dans les assiettes. Flint a fait pleuvoir des steaks pour l'occasion, mais ils sont de taille démesurée. Mais Tim essaie de dissuader Flint d’éteindre la machine à cause de la proportion énorme des plats. Flint s'en va, furieux après lui, mais remarque que la nourriture change et devient de plus en plus grande. Shelbourne, qui est devenu si obèse qu'il se déplace en scooter, le convainc cependant à continuer malgré tout et d'assister à l’inauguration de Swallow-en-Gâteau. Le lendemain, des invités du monde entier arrivent sur l'île. Sam trouve dans sa camionnette l'engin qu'elle a toujours voulu, mais dès qu'elle l'allume, elle découvre quelque chose de terrible et tente d'avertir Flint. Ce dernier l'ignore et coupe le ruban lors de la cérémonie d'inauguration, mais quelques secondes plus tard, une tornade de spaghettis aux boulettes de viande géantes se déchaîne. Le scientifique se précipite dans son laboratoire, mais y trouve Shelbourne qui abuse du FLDSMDFR en faisant des commandes disproportionnées. Après un combat où Flint tente d'éteindre le FLDSMDFR en envoyant un code de terminaison, le maire lance un énorme radis sur le dispositif qui lui permettait de communiquer avec la machine, qui perd le contrôle et commence à muter pour préparer la commande du maire qui est un buffet à volonté.
Pendant ce temps, Flint, découragé, se réfugie dans une poubelle, mais son père le rejoint et l'encourage à remédier à la situation en faisant ce qu'il a toujours su faire : inventer. Flint invente donc la "voiture volante II" et crée une clé USB pour stopper sa machine ; malgré cela, les citoyens s’en prennent à lui jusqu’à ce qu’Earl le défende (même s'il a une dent contre lui) en admettant qu’ils ont eux aussi passé la commande et décide d’aider les gens à faire des bateaux à base de restes de nourriture pour s'échapper de l’île, laquelle est maintenant couverte de tonnes de nourriture mais Shelbourne ne se gêne pas pour s‘échapper le premier. Flint, Sam, Manny, Steve et Brent partent à bord de la voiture volante en direction du FLDSMDFR qui se trouve maintenant à l'intérieur d’une boulette de viande géante composée de toutes sortes d’aliments, mais Flint perd l'USB à cause de l’explosion d’un hublot par une escouade de parts de pizza volantes, il appelle donc son père pour recevoir le fichier du code sur son téléphone. Flint, Sam et Brent entrent dans la boulette de viande, mais ils doivent traverser un lac d'huile de friture et combattre une armée de poulet rôti où Brent se fait avaler mais il en resurgit et parvient à contrôler le corps. Pendant ce temps, l'île est évacuée et les déchets de nourriture, qui ont été jetés derrière un barrage, affluent dans la ville et submergent le laboratoire de Flint au passage avec Tim à l’intérieur.
Mais Tim parvient à envoyer le code à Flint, ce dernier et Sam tentent de descendre dans un ravin fait de beurre cacahuètes, mais Sam subit une réaction allergique et Flint ordonne à Brent de la ramener à la voiture. Après que Sam et Flint se soient dits leurs sentiments, le scientifique décide de se jeter dans le ravin et affronte sa machine seul. Après avoir atteint le FLDSMDFR, il se rend compte que son père lui a envoyé le mauvais fichier, mais il parvient à arrêter sa machine à l'aide du Vaporichaussures ; la boulette de viande explose et dissout la tempête, qui se déployait dans le monde entier. Le reste du groupe revient sans Flint, qui semble d'abord mort, mais il est ramené saint et sauf par quelques rats-volants. De retour en ville, Flint est acclamé comme un héros, son père Tim lui révélant sa fierté et Sam embrassant le scientifique, tandis que le maire, en surpoids, est sur le point de couler tout en continuant de manger son bateau-sandwich.

## Fiche technique
- Titre : Tempête de boulettes géantes
- Titre québécois : Il pleut des hamburgers
- Titre original : Cloudy with a Chance of Meatballs
- Réalisation : Phil Lord, Chris Miller
- Scénario : Phil Lord, Chris Miller, d'après Il pleut des hamburgers (en) de Judi Barrett (en) et Ron Barrett (en)
- Musique : Mark Mothersbaugh
- Montage : Robert Fisher Jr.
- Production : Pam Marsden
- Société de production : Sony Pictures Animation
- Budget : 100 000 000 $
- Pays d'origine :  États-Unis
- Langue originale : anglais
- Genre : Animation, comédie et science-fiction
- Durée : 90 minutes
- Dates de sortie :
  - États-Unis : 12 septembre 2009 (première mondiale, Mann Village Theatre Los Angeles, Californie)[2], 18 septembre 2009
  - France : 21 octobre 2009
- Classification : tout public

## Distribution

### Voix originales
- Bill Hader : Flint Lockwood
- Anna Faris : Sam Sparks
- Neil Patrick Harris : Steve, le singe savant
- Bruce Campbell : le maire Shelbourne
- Andy Samberg : Brent
- Lauren Graham : Fran Lockwood
- James Caan : Tim Lockwood
- Mr. T : Earl Devereaux
- Benjamin Bratt : Manny
- Bobb'e J. Thompson : Cal Devereaux
- Jason Stanford : le directeur de l'école
- Al Roker (en) : Patrick Patrickson, le présentateur de télévision
- Will Forte : Joe Towne

### Voix françaises
- Damien Ferrette : Flint Lockwood
- Ariane Aggiage : Sam Sparks
- Stanislas Forlani : Steve, le singe savant
- Bruno Magne : le maire Shelbourne
- Charles Pestel : Brent
- Armelle Gallaud : Fran Lockwood
- Paul Borne : Tim Lockwood
- Frantz Confiac : Earl Devereaux
- Serge Biavan : Manny
- Gwenaël Sommier : Cal Devereaux
- Alex Goude : Patrick Patrickson, le présentateur de télévision

### Voix québécoises
- Éric Bruneau : Flint Lockwood
- Kim Jalabert : Sam Sparks
- Daniel Lesourd: Steve, le singe savant
- Pierre Auger : le maire Shelbourne
- Frédérik Zacharek : Brent
- Valérie Gagné : Fran Lockwood
- Guy Nadon : Tim Lockwood
- Patrick Bâti : Earl Devereaux
- Manuel Tadros : Manny
- Vassili Schneider : Cal Devereaux
- Joel Legendre : Patrick Patrickson, le présentateur de télévision
- Hubert Gagnon : Joe Towne

## Personnages
Flint Lockwood
Flint Lockwood est un jeune homme intelligent qui rêve depuis sa naissance d'être l'égal des plus grands inventeurs. Passionné au point de se créer un véritable laboratoire dans le jardin parental, il est toutefois rejeté par sa communauté à cause de ses nombreuses inventions loufoques à l'origine de catastrophes. Il tente également de satisfaire Tim, son père, qui n'a jamais su le comprendre autant que sa mère. Il a des cheveux bruns ébouriffés, des yeux bleus et il porte toujours une veste de scientifique, celle que sa mère lui a offerte lorsqu'il était petit. Lorsque Sam Sparks arrive en ville pour y faire son reportage, il en tombe amoureux et fait tout pour la séduire. Intrépide et courageux, il cherche simplement à faire plaisir à la communauté de sa ville.
Tim Lockwood
Tim est le père de Flint. Homme grand et charnu, ses yeux sont dissimulés sous un mono-sourcil broussailleux. Il est le responsable de la boutique de vente d'appâts et de cannes pour la pêche. Masquant souvent ses émotions, il ne parvient pas exprimer son amour et son soutien pour son fils autrement que par des métaphores sur la pêche, ce qui rend la communication avec son fils difficile. Il voudrait que son fils suive la même voie que lui et est très réprobateur à l'idée qu'il fasse des inventions étranges. Malgré tout, il le soutiendra lorsqu'il faudra sauver le monde de la catastrophe météorologique causée par sa dernière machine.
Baby Brent
Couramment appelé Brent, il fut bébé la mascotte de la marque de sardines de la ville, une image qui lui assura une relative notoriété au sein de la communauté pendant de nombreuses années et dont il se vante régulièrement. Jusqu'au jour où il sera rejeté et hué lorsque d'autres produits que la sardine seront consommés dans la ville. Lorsque le moment sera venu pour Flint de décoller afin de sauver le monde, Brent l'accompagnera en espérant trouver sa voie et être un homme nouveau. Il la trouvera en effet en devenant "Chicken Brent". Il est grand, blond et un peu gras. Il porte en général une tenue bleue sous laquelle il a une couche.
Sam Sparks
Jeune, belle et enthousiaste, Sam est la jeune stagiaire méprisée du coin météo d'un grand journal télévisé. Heureuse de pouvoir se jeter à l'eau dans son premier reportage, accompagnée de Manny, elle se rend dans la petite ville de Flint. Mais elle sera humiliée un temps par l'invention de ce dernier. Sa joie renaîtra lorsqu'elle verra que la machine est une réussite et gèrera d'elle-même une émission singulière qu'est la "Météo Alimentaire". Un peu lointaine au début avec Flint, elle finira par bien s'entendre avec lui et à l'accompagner dans son périple.
Le maire
Le maire est un petit homme vaniteux et avide de pouvoir. Cherchant absolument la reconnaissance, il ouvre un parc d'attractions dans le but d'attirer des touristes étrangers et redorer le blason de la ville. Lorsqu'il verra le succès de la machine de Flint, il cherchera à l'exploiter. Sa gourmandise grandissante, il détraquera la machine du scientifique.
Steve
Steve est un singe, le meilleur ami de Flint. Grâce à une machine de son maître, il a la capacité de parler par mots vagues. Il est étrangement attiré par les moustaches, qu'il cherche absolument à arracher. Il aime beaucoup les ours en gélatine.
Earl
Earl est le policier de la ville et le père de Cal. Fort, agile et acharné, il s'oppose régulièrement aux inventions de Flint. Mais, au vu du succès de la machine, il viendra demander quelque chose de spécial pour son fils, qu'il aime plus que tout au monde. Autoritaire, il est très à cheval sur la loi dans la ville. Mais on découvrira vite qu'il veut avant tout le bien-être des gens et leur sécurité.
Cal
Cal est un petit garçon calme et souvent blasé. Il se moque d'abord des bizarreries de Flint, mais il l'apprécie beaucoup dans le fond. Il voit bien les efforts que fait son père pour lui faire plaisir.
Manny
Manny est le caméraman/assistant de Sam, qui l'accompagne souvent là où elle va. Hispanique, moustachu et petit, son regard est régulièrement masqué par une casquette. Présenté d'abord comme muet et secondaire, on verra dans la seconde partie du film qu'il a plus d'une corde à son arc, notamment en tant que pilote.

## Production
La version japonaise fait jouer "Rainbow Forecast" de Shoko Nakagawa au générique de fin,.

## Accueil

### Box-office
- Monde : 185 708 668 $
- États-Unis : 122 308 668 $, environ 17 200 000 entrées
- Autres pays (50 pays) : 63 400 000 $
- France : 614 153 entrées (5 000 000 $)

## Suite
Une suite en 3D,  L'Île des Miam-nimaux : Tempête de boulettes géantes 2, est sortie aux États-Unis le 27 septembre 2013 et en France le 5 février 2014.